# LAZY wo Oikakero
LAZY wo Oikakero é o primeiro álbum ao vivo de LAZY. Foi lançado em 5 de junho de 1978 pela RCA Records e tem 14 faixas.

## Produção
Primeiro álbum ao vivo da LAZY, primeira banda de Hironobu Kageyama, que também tinha membros da Neverland e da Loudness. Teve relançamentos em CD em 1999 e 2008.
Como eles só tinham lançado um álbum antes desse, as faixas foram versões ao vivo daquele álbum somadas a covers de bandas como The Rolling Stones, The Beatles, Steppenwolf, UFO e The Monkees. O álbum foi gravado em um show em Shiba Postal Savings Hall em 21 de março de 1978.

## Recepção
O site CD Journal, no relançamento de 1999, disse que "foi nesse álbum que a banda mostrou seu verdadeiro potencial, trazendo mais elementos de rock às composições pop, tornando-as mais poderosas."

## Faixas
| N.º            | Título                                             | Letras                       | Música                   | Arranjo        | Duração |  |
| 1.             | "Opening ~ Hey! I Love You"                        | Yukinojo Mori                | Koji Makaino             | K. Makaino     | 3:56    |  |
| 2.             | "Letter de Kiss"                                   | Y. Mori                      | Y. Mori                  |                | 2:37    |  |
| 3.             | "Time Is on My Side" (cover de The Rolling Stones) | Mick Jagger e Keith Richards | M. Jagger e K. Richards  |                | 3:07    |  |
| 4.             | "Under My Thumb" (cover de The Rolling Stones)     | M. Jagger e K. Richards      | M. Jagger e K. Richards  |                | 2:50    |  |
| 5.             | "Born to Be Wild" (cover de Steppenwolf)           | Mars Bonfire                 | M. Bonfire               |                | 3:42    |  |
| 6.             | "Get Back" (cover de The Beatles)                  | John Lennon e Paul McCartney | J. Lennon e P. McCartney |                | 2:30    |  |
| 7.             | "Lazy no Theme"                                    | M. Sugiyama                  | Shunichi Tokura          |                | 2:28    |  |
| 8.             | "Try Me" (cover de UFO)                            | Michael Schenker e Phil Mogg | M. Schenker e P. Mogg    |                | 4:00    |  |
| 9.             | "Daydream Believer"                                | John Stewart                 | J. Stewart               |                | 2:45    |  |
| 10.            | "Kawaii Hito Yo"                                   | Yu Aku                       | Katsuo Ohno              |                | 3:30    |  |
| 11.            | "Dance with Me"                                    | Y. Mori                      | Y. Mori                  |                | 3:21    |  |
| 12.            | "Camouflage"                                       | Yumi Matsutoya               | S. Tokura                | S. Tokura      | 2:31    |  |
| 13.            | "Hey! I Love You"                                  | Y. Mori                      | K. Makaino               | K. Makaino     | 6:43    |  |
| 14.            | "Akazukinchan Goyojin"                             | Masami Sugiyama              | S. Tokura                | S. Tokura      | 3:15    |  |
| Duração total: | Duração total:                                     | Duração total:               | Duração total:           | Duração total: | 47:21   |  |

## Integrantes
- Hironobu Kageyama (Michell) - Vocal

- Akira Takasaki (Suzy) - Guitarra

- Hiroyuki Tanaka (Funny) - Baixo

- Shunji Inoue (Pocky) - Teclado

- Munetaka Higuchi (Davy) - Bateria